# Büyüknaneli, Akçakale
Büyüknaneli là một xã thuộc huyện Akçakale, tỉnh Şanlıurfa, Thổ Nhĩ Kỳ. Dân số thời điểm năm 2011 là 553 người.